# K-9 (serial)
K-9 e un serial de comedie/aventură Britanic/Australian care se concentrează pe aventurile unui câine robot K-9 mai exact câinele robot din serialul Doctor Who (apare și în Aventurile lui Sarah Jane). Serialul e creat amestecat cu acțiune reală și animație pe calculator. Primul episod a debutat pe 31 octombrie 2009 pe Disney XD (Anglia și Irlanda). Serialul este propus să debuteze în Decembrie 2009 pe Disney XD Polonia și în Ianuarie - Februarie 2010 pe Disney Channel Europa de Est.

## Producție și dezvoltare
Fiecare episod din K-9 durează 30 de minute, creat pentru Disney XD (fost Jetix în alte țări) și Network Ten de Stewart și Wall Entertainment, în asociere cu London-based distribution outfit Park Entertanment. Conceptul serialului a fost realizat de scenariștii australieni Shane Krause și Shayne Armstrong, în asociere cu Baker și Paul Tams. Baker, Krause și Armstrong sunt scenariștii principali ai seriei. 4 episoade au fost scrise de Jim Noble. Serialul e produs de Penny Wall și Richard Stewart de la Stewart & Wall Entertainmant Pty Ltd, și Simon Barnes de la Park Entertainment. Grand Bradley de la Daybreak Pacific și Jim Howell sunt producători executivi.
În ciuda primelor afirmații cum că filmările vor începe în 2008 sau la începutul lui 2009, primele serii s-au filmat între 3 decembrie 2008 și 8 mai 2009
Titlul proiectului s-a schimbat de multe ori. Declarații de presă de la Jetix în 2006 sau 2007 s-ar referit la serial ca Aventurile lui K9. Paul Tams a confirmat că titlul e simplu K-9.

## Episoade
| România | România | România  | România          | România        |
| Sezon   | Sezon   | Episoade | Primul episod    | Ultimul episod |
| ------- | ------- | -------- | ---------------- | -------------- |
|         | 1       | 14 / 26  | 6 februarie 2010 | VFA            |

| Regatul Unit | Regatul Unit | Regatul Unit | Regatul Unit      | Regatul Unit   |
| Sezon        | Sezon        | Episoade     | Primul episod     | Ultimul episod |
| ------------ | ------------ | ------------ | ----------------- | -------------- |
|              | 1            | 18 / 26      | 31 octombrie 2009 | VFA            |

## Legături cu universulDoctor Who
Cum aceasta nu e o producție BBC, referințe directe la Doctor Who nu sunt posibile din motive de drepturi de autor. Totuși, Baker și Tams au confirmat că acest câine K-9 este originalul K-9 Mark I, care a apărut în Doctor Who din 1977 până în 1978.